# Якушино (Омская область)
Якушино — деревня в Знаменском районе Омской области. Входит в состав Семёновского сельского поселения.

## История
Основана в 1891 г. В 1928 г. заимка Якушино состояла из 21 хозяйства, основное население — русские. В составе Богочановского сельсовета Знаменского района Тарского округа Сибирского края.

## Население
| 1926 | 2002 | 2010 |
| ---- | ---- | ---- |
| 100  | ↘62  | ↘29  |